# The Spirit Indestructible
The Spirit Indestructible é o quinto álbum de estúdio da cantora luso-canadense Nelly Furtado. O álbum foi lançado em 14 de setembro de 2012. Nelly Furtado foi a produtora executiva do álbum, bem como a compositora principal. A produção adicional conta com nomes como Darkchild, Salaam Remi, Mike Angelakos, Bob Rock, Fraser T Smith, Di Genius, The Demolition Crew, John Shanks e Tiësto.
Cinco singles foram lançados para promover o álbum, "Big Hoops (Bigger the Better)" foi lançado como o primeiro single do álbum, e o segundo single europeu sendo "Spirit Indestructible", enquanto "Parking Lot" foi escolhido como o segundo single na América do Norte. O terceiro single europeu foi "Waiting for the Night", e o quinto single geral, "Bucket List", lançado em 2013.

## Lançamento
O lançamento do álbum estava previsto para 19 de junho de 2012, mas foi posteriormente alterado para 18 de setembro de 2012. O primeiro single do álbum, intitulado "Big Hoops (Bigger the Better)" foi lançado no dia 17 de abril de 2012, entrando nas paradas oficiais da Bélgica, Holanda, Canadá e Austrália. Nelly Furtado foi confirmada como produtora executiva e principal compositora do álbum.

## Lista de faixas
| N.º | Título                                        | Compositor(es)                      | Produtor(es)              | Duração |  |
| 1.  | "Spirit Indestructible"                       | Nelly Furtado, Rodney Jerkins       | Darkchild, Furtado        |         |  |
| 2.  | "Big Hoops (Bigger the Better)"               | Furtado, Jerkins                    | Darkchild                 | 3:51    |  |
| 3.  | "High Life" (com Ace Primo)                   | Furtado, Jerkins, Niko Warren       | Darkchild                 |         |  |
| 4.  | "Parking Lot"                                 | Furtado, Jerkins                    | Darkchild                 | 4:25    |  |
| 5.  | "Something" (com Nas)                         | Furtado, Salaam Remi, Nasir Jones   | Remi                      | 3:17    |  |
| 6.  | "Bucket List"                                 | Furtado, Jerkins                    | Darkchild                 |         |  |
| 7.  | "The Most Beautiful Thing" (com Sara Tavares) | Furtado, Remi                       | Salaam Remi               |         |  |
| 8.  | "Waiting for the Night"                       | Furtado, Jerkins                    | Darkchild, Furtado        |         |  |
| 9.  | "Miracles"                                    | Furtado, Jerkins, Andre Lindal      | Darkchild & Lindal        |         |  |
| 10. | "Circles"                                     | Furtado, Mike Angelakos, Chris Zane | Zane, Angelakos           |         |  |
| 11. | "Enemy"                                       | Furtado, Remi                       | Remi                      |         |  |
| 12. | "Believers"                                   | Furtado, Rick Nowels                | Bob Rock, Nowels, Furtado |         |  |

| Versão deluxe |                                        |                              |         |  |
| N.º           | Título                                 | Producer(s)                  | Duração |  |
| 13.           | "Hold Up"                              | Darkchild                    |         |  |
| 14.           | "End of the World"                     | Fraser T. Smith              |         |  |
| 15.           | "Don’t Leave Me"                       | Di Ginius                    |         |  |
| 16.           | "Be OK" (com Dylan Murray)             | John Shanks                  |         |  |
| 17.           | "Thoughts" (com The Kenyan Boys Choir) | Furtado, The Demolition Crew |         |  |
| 18.           | "Thoughts" (Tiesto Remix)              | Furtado, The Demolition Crew |         |  |

## Equipe de produção
Créditos da edição digital deluxe de The Spirit Indestructible.
- Nelly Furtado – vocais, backing vocals, produtora do backing vocal, masterização, produtora, produtora vocal
- Brian Allison – baixo
- Rusty Anderson – guitarra
- Michael Angelakos – backing vocals, produtor
- Keith Armstrong – engenheiro assistente
- Beatriz Artola – engenheira de vocal adicional, engenheira
- Hernst Bellevue – teclados adicionais
- Roy Bittan – acordeão
- Paul Bushnell – baixo
- Brandon N. Caddell – engenheiro assistente
- Karl Campbell – palmas adicionais
- Demacio "Demo" Castellon – bateria, engenheiro, teclado, masterização, engenheiro vocal, produtor vocal
- Matt Champlin – engenheiro, masterização
- Alan Chang – teclado, instrumentos de cordas
- Dan Chase – engenheiro adicional, programação
- Chris Smith Management – administraçãp
- LaShawn Daniels – backing vocal adicional
- The Demolition Crew – programação adicional de bateria, programação adicional, produtor, remasterização
- Di Genius – engenheiro, instrumentos, produtor
- Gleyder "Gee" Disla – engenheiro, masterização
- Jason "Metal" Donkersgoed – engenheiro assistente
- Jamie Edwards – guitarra, teclado
- Lars Fox – edição das Pro Tools
- Lazonate Franklin – backing vocal adicional
- Josh Freese – bateria, programação
- António José Furtado – voz
- Chris Gehringer – masterização
- Brad Haehnel – masterização
- Eric Helmkamp – engenheiro
- Vincent Henry – violão, saxofone
- Rodney Jerkins – masterização, produtor, produtor vocal
- Charles Judge – teclado, instrumentos de cordas
- Solomon Kabiru – assistente dos Kenyan Boys Choir
- Devrim Karaoĝlu – bateria, teclado, masterização, produtor, programação, cordas
- Nik Karpen – engenheiro assistente
- Sean Kelly – violão
- Kenyan Boys Choir – vocais
- Martin Kierszenbaum – A&R
- Andre Lindal – produtor
- Chris Lord-Alge – masterização
- Kim Lumpkin – coordenador de produção
- Thomas Lumpkins – backing vocal adicional
- Manny Marroquin – masterização
- Kieron Menzies – engenheiro, masterização
- Alex Moore – backing vocal adicional
- Mogollon – direção de arte
- Greg Morgan – programação adicional de bateria, designer de som
- Dylan Murray – vocais
- Nas – rap
- Marta Navas – administração de A&R
- Peter Ndung'u – pandeiro
- Nevis – obra de arte adicional
- Cliff Njora – nyatiti
- Rick Nowels – violão acústico, teclado, produtor, engenheiro vocal, produtor vocal
- Jeanette Olsson – backing vocals
- Thom Panunzio – A&R, vocais
- Brent Paschke – violão
- Evan Peters – coordenação de A&R
- Erich Preston – engenheiro
- Ace Primo – backing vocals, rap
- Andrés Recio – Coordenador de produção em Lisboa
- Dean Reid – bateria, engenheiro, programação
- Salaam Remi – arranjos, baixo, bateria, violão, teclado, produtor
- Bob Rock – produtor
- Jeff Rothschild – bateria adicional, tambores, engenheiro, programação
- Mary Rozzi – fotografia
- Irene Salazar – backing vocal adicional
- Jeianna Salazar – backing vocal adicional
- Judah Salazar – backing vocal adicional
- Sariah Salazar – backing vocal adicional
- Andrew Schubert – engenheiro adicional de masterização
- Keith Scott – violão
- John Shanks – baixo, violão, teclado, produtor
- Joel Shearer – violão
- Marco Sipriano – engenheiro
- Chris "Governor" Smith – vocais
- Fraser T Smith – baixo, engenheiro, violão, teclados, masterização, produtor
- Ash Soan – bateria, percussão
- Franklin Socorro – engenheiro
- Jordan Stillwell – engenheiro
- Shari Sutcliffe – músico contratado
- Sara Tavares – backing vocals
- Tiësto – produtor adicional, remasterização
- Brad Townsend – Engenheiro adicional de masterização
- Michael Turco – bateria, engenheiro, teclados
- Jeanne Venton – administração de A&R
- Orlando Vitto – engenheiro
- Henry Wanjala – arrajos vocais de Kenyan Boys Choir, shaker, tradução Swahili
- Tony-Kaya Whitney – voz
- Chris Zane – produtor
- Ianthe Zevos – diretor de criação

## Posição nas paradas de sucesso
| Parada (2012)                                           | Melhor posição |
| ------------------------------------------------------- | -------------- |
| Áustria - Austrian Albums Chart                         | 8              |
| Bélgica - Belgian Albums Chart (Flanders)               | 79             |
| Bélgica - Belgian Albums Chart (Wallonia)               | 44             |
| Canadá - Canadian Albums Chart                          | 18             |
| Croácia - Croatian Albums Chart                         | 41             |
| Chéquia - Czech Albums Chart                            | 26             |
| Países Baixos - Dutch Albums Chart                      | 41             |
| Alemanha - German Albums Chart                          | 3              |
| Itália - Italian Albums Chart                           | 36             |
| México - Mexican Albums Chart                           | 81             |
| Polónia - Polish Albums Chart                           | 31             |
| Rússia - Russian Albums Chart                           | 19             |
| Coreia do Sul - South Korean International Albums Chart | 33             |
| Espanha - Spanish Albums Chart                          | 58             |
| Suíça - Swiss Albums Chart                              | 3              |
| Reino Unido - UK Albums Chart                           | 46             |
| Estados Unidos - US Billboard 200                       | 79             |

## Histórico de lançamento
| Região         | Data                   | Gravadora                              |
| -------------- | ---------------------- | -------------------------------------- |
| Austrália      | 14 de setembro de 2012 | Universal Music                        |
| Alemanha       | 14 de setembro de 2012 | Universal Music                        |
| Reino Unido    | 17 de setembro 2012    | Polydor Records                        |
| Estados Unidos | 18 de setembro de 2012 | Mosley Music Group, Interscope Records |
| Canadá         | 18 de setembro de 2012 | Universal Music                        |
| Japão          | 19 de setembro de 2012 | Universal Music                        |